# 야마다 마리
야마다 마리 (山田茉莉 1982년 7월 26일)는 아오모리현 출신의 일본 여성 성우이자 내레이터이다.
2009년 3월까지는 토리토리 오피스 소속이었으나 현재는 더 유니버스 소속이다.

## 출연 작품
- ef -a tale of memories. - 교내 방송
- Strawberry Panic - 여학생
- Yes! 프리큐어5 & Yes! 프리큐어5GoGo! - 마스코 미카 (신문지), 여학생
- 부탁해 마이 멜로디
- 인조곤충 버그파이터 - 소마 토모코
- 쥬얼 펫 - 치에

## 게임
- 11eyes CrossOver
- ToHeart2 던전 트레블러스
- 불타올라라! 열혈 리듬혼 오쓰! 싸워라! 응원단 2 - 시로사키 린
- 완전 형님 성스러운 ~프로틴 전설~ - MEN吉
- 트윙클스타 스프라이트 〜La Petite Princesse〜 - 가오가오, 텐가미 미코토

## 라디오
- 고다 마리코의 GM (오사카 라디오, 2001년 4월 ~ 2002년 9월)
- V스테 여름의 진JAPAN~ VSJ 사상최약의 테마파크~ (문화방송, 2001년 6월 24일)
- V스테 겨울의 진2001~ 방송대항 오코노미야키 생델리 스페셜~ (문화방송, 2001년 12월 15일・16일)
- GMCDSP2 on 성우V-STATION (핸드폰 라디오 성우V-STATION, 2005년 8월, 게스트)
- Tsudaken' s Room (핸드폰 라디오 성우V-STATION, 2006년 2월, 게스트)
- V발렌타인 메시지 3분 라디오 (핸드폰 라디오 성우 V-STATION, 2006년 2월 14일)
- 타겟presents『다나카 마야와 야마다 마리의 M×M라디오♪ (타겟 이노베이션 라디오, 2009년 10월 2일 ~ 2011년 10월 21일)

## 나레이션
- 도쿄 캐릭터 쇼 2001 성우 그랑프리 부스
- 이 곳은 동해입니다. (BS・CS낚시 비젼, 2011년 4월 21일 ~)
- 주간AKB (TV 도쿄, 2011년 4월 22일)
- 건강캡슐! 건강의 시간 (TBS 계열, 2012년 4월 1일 ~)

## CD 드라마
- 귀여운 숨바꼭질
- 너스위치 코무기쨩 매지카르테 풍운변천전! V스테 봄의 진 코무기 위기일발 - AD마리
- 통·째·로 읽어주는 옛날 이야기